# ワシントン郡 (オクラホマ州)
ワシントン郡（英: Washington County）は、アメリカ合衆国オクラホマ州の郡である。人口は5万2455人（2020年）。郡庁所在地はバートルズビルである。

## 地理
アメリカ合衆国統計局によると、この郡は総面積1,099 km2 (424 mi2) である。このうち1,080 km2 (417 mi2) が陸地で19 km2 (7 mi2) が水面である。総面積の1.73%が水面となっている。

### 隣接する郡
- カンザス州モンゴメリー郡 (北)
- ノワタ郡 (東)
- ロジャーズ郡 (南東)
- タルサ郡 (南)
- オーセージ郡 (西)
- カンザス州シャトークア郡 (北西)

## 人口動勢
2000年国勢調査で、この郡は人口48,996人、20,179世帯、及び14,024家族が暮らしている。人口密度は45/km2 (118/mi2) である。21/km2 (53/mi2) の平均的な密度に22,250軒の住宅が建っている。この郡の人種的な構成は白人81.17%、アフリカン・アメリカン2.49%、先住民8.60%、アジア0.74%、太平洋諸島系0.01%、その他の人種0.91%、及び混血6.07%である。ここの人口の2.64%はヒスパニックまたはラテン系である。

2000年国勢調査に基づくワシントン郡の人口ピラミッド

この郡内の住民は25.00%が18歳未満の未成年、18歳以上24歳以下が7.70%、25歳以上44歳以下が25.00%、45歳以上64歳以下が24.50%、及び65歳以上が17.80%にわたっている。中央値年齢は39歳である。女性100人ごとに対して男性は92.10人である。18歳以上の女性100人ごとに対して男性は87.70人である。
この郡内の世帯ごとの平均的な収入は35,816米ドルであり、家族ごとの平均的な収入は43,514米ドルである。男性は34,201米ドルに対して女性は22,389米ドルの平均的な収入がある。この郡の一人当たりの収入 (per capita income) は20,250米ドルである。人口の11.90%及び家族の8.70%は貧困線以下である。全人口のうち18歳未満の15.70%及び65歳以上の7.80%は貧困線以下の生活を送っている。

## 都市及び町
- バートルズビル（郡庁所在地）
- Copan
- Dewey
- Ochelata
- Ramona
- Vera

## 国家歴史登録財
ワシントン郡の以下の史跡はアメリカ合衆国国家歴史登録財の名簿に記載されている。
- Bartlesville Downtown Historic District、Bartlesville
- Bartlesville Civic Center、Bartlesville
- Dewey Hotel、Dewey
- LaQuinta、Bartlesville
- Nellie Johnstone No. 1、Bartlesville
- Old Washington County Courthouse、Bartlesville
- Frank Phillips House、Bartlesville
- Price Tower、Bartlesville